# منارة رأس بوقارون
منارة رأس بوقارون هي منارة هبوط تشير إلى الطرف الغربي لخليج سكيكدة. تتموقع المنارة وسط منطقة جبلية نائية بأعالي بلدية الشرايع بدائرة القل.

## تاريخ

### عموميات
وُضع عدد قليل من الفوانيس البدائية النادرة بالقرب من الملاجئ التي كانت بمثابة ملجأ للمراكب البربرية؛ مثل الفانوس العادي الموجود على البرج العالي في حصن الصخرة. منذ السنوات الأولى للإحتلال الفرنسي، رُكبت شعلات أكثر كفاءة في أكثر النقاط المميزة. وهكذا في عام 1834، قام الفرنسيون بتركيب جهاز بدلاً من فانوس الجزائر العاصمة والذي يتكون من ضوء ثابت يعلوه تاج دوار يحمل 8 مصابيح مع عاكسات مرتبة لإنتاج ضوء كسوف لمدة 30 ثانية. في 30 ثانية.
التقرير الرسمي الأول الذي يتناول إنارة السواحل الجزائرية هو تقرير اللجنة البحرية الجزائرية لعام 1843 الذي يضع تقريراً كاملاً «عن التحسينات التي يجب إجراؤها على الأضواء الموجودة (الجديدة في ذلك الوقت)، للأضواء التي سيتم إنشاؤها. على الفور، يجب إشعال الشعلات بعد ذلك». نفذ على مدار عدة سنوات، مع التعديلات التي فرضها التقدم التقني وتطور الملاحة، والتي قررت لجنة المنارة لعام 1861 أهمها.
عُدلت الأجهزة بشكل دوري بين عامي 1860 و 1900. كان أبرز هذه التحسينات هو استبدال الزيت المعدني بالزيت النباتي في عام 1881 بعد ذلك، من خلال استخدام بعض شعلات المصابيح عند مستوى ثابت. في عام 1902، وُضع برنامج جديد لتحسين الإضاءة الساحلية من خلال إنشاء لجنة بحرية خاصة تبنت برنامجًا للإنجازات يوفر، من بين أمور أخرى، استبدال الأضواء الثابتة الموجودة عن طريق وميض الأضواء الغامضة مع أو بدون قطاعات زاهية الألوان. البرنامج الذي نُفذ بالكامل من 1904 إلى 1908 باستثناء الرصيف الشمالي لميناء الجزائر. في عام 1924 تابع كبير المهندسين لخدمة المنارة المركزية كهربة الأضواء الرئيسية وأضواء الموانئ منذ البعثة العلمية إلى الجزائر.
بالإضافة إلى ذلك، شُغلت أربعة أجهزة راديوية ؛ في منارة الأميرالية بالجزائر العاصمة (1931)، في رأس الإبرة (1938)، في رأس كاكسين (1938) وفي رأس ماتيفو (1942). كما خططت الخدمات الفنية لإنشاء أربعة مبانٍ إضافية في غضون فترة زمنية قصيرة في رأس تنس، ورأس بنقوت، ورأس بوقارون، ورأس العسة.

### اعتبارات محددة
في عام 1869، أُنشأ ضوء ثابت في رأس بوقارون بمدى 25 ميلاً. 
بُنيت المنارة الحالية في عام 1911، حيث انطلقت الأشغال بموقع البناء سنة 1869 لتنتهي في سنة 1911 وهو تاريخ دخول هذا الفانوس حيز النشاط، وجاء التأخر في الإنجاز لوجود مشروع موازي، حيث منحت الأولوية في الإنجاز والتسليم لمنارة رأس الحديد التي بنيت سنة 1907 بشرق ولاية سكيكدة.

## مميزات
تقع المنارة على بعد 20 كلم إلى الغرب من مدينة القل بولاية سكيكدة وتعتبر واحدة من أهم الحصون البحرية من بين 32 منارة على طول الساحل الجزائري منذ عهد الفينيقيين
بُنيت منارة رأس بوقارون على نتوء صخري يغلق غربًا خليج سكيكدة، ليس بعيدًا عن ميناء مدينة القل. 
المنارة، التي يمكن الوصول إليها عن طريق البر بمسار للمشاة صخري. تتكون من برج أسطواني من حجارة ناعمة مبنية على منزل الحارس والغرف الفنية. يبلغ ارتفاع المبنى 15 م ويبلغ ارتفاعه 95 م عن سطح البحر.
كانت المنارة تشتغل فقط بالغاز إلى غاية سنة 1978، حتى ربطت المنطقة بشبكة الكهرباء وزودت بالطاقة الكهربائية، ثم في عام 2006 زودت المنارة بخط عالي التوتر، وعرفت المنارة أشغال إعادة تهيئة كلفت آنذاك ما يعادل 10 ملايين دينار.
قوة المصباح 1 000 W / 220 V ويتم توفير الإضاءة بضوء أبيض مع ومضتين في 10 ثواني. نطاق الضوء 29 ميلا بحريا، أو حوالي 54 كم مما يجعلها منارة من الدرجة الأولى.

## روابط خارجية
- موقع الديوان الوطني للإشارات البحرية